# Мардоний (ретор)
Мардоний (на латински: Mardonius; fl. 339 – 363) е учител на римския император Юлиан.
Той е по произход скит, по други източници гот. Той е високообразован и евнух. Юлий Юлиан го взема за учител на дъщеря му Базилина. По-късно е учител и възпитател на нейния син Юлиан, бъдещият император.